# 鈴木良一 (歴史学者)
鈴木 良一（すずき りょういち、1909年9月12日 - 2001年4月3日）は、日本の歴史学者。専攻は中世史。土一揆・国一揆の研究で先駆的業績をあげる。その後に有力説となった戦国時代の明応の政変始期説を提唱する。

## 来歴
京都府生まれ、神奈川県出身。1930年第三高等学校文科乙類卒業、1933年東京帝国大学文学部国史学科卒業。卒業論文は「中世に於ける農民の統制（特に社寺を中心として）」。愛知県女子師範学校（現・愛知教育大学）、愛知県半田中学校で教諭。戦後は神奈川県で高校教師となる。のち平塚市史編さん協議会委員長。

## 著書
- 『日本中世の農民問題』高桐書院 現代歴史学論叢 1948年 のち校倉書房
- 『下剋上の社会』三一書房 新日本歴史双書 中世 1949年
- 『社會構成史体系 第1部(日本社會構成の發展)　純粹封建制成立における農民鬪爭』日本評論社 1949年
- 『豊臣秀吉』岩波新書 1954年
- 『織田信長』岩波新書 1967年
- 『国民の歴史 カラー版 第11 戦国の動乱』文英堂 1968年
- 『応仁の乱』岩波新書 1973年
- 『大乗院寺社雑事記 ある門閥僧侶の没落の記録』そしえて 日記・記録による日本歴史叢書 古代・中世編　1983年
- 『中世史雑考』校倉書房 1987年
- 『後北条氏』有隣新書 1988年

## 共著
- 「戦国の争乱」『岩波講座日本歴史』第8巻 中世4 1963年